# 天津惠罗公司大楼
天津惠罗公司大楼也称天津伊文思图书公司大楼，始建于民国时期，坐落于天津英租界的主要街道维多利亚道（今解放北路173号）。

## 历史
天津惠罗公司大楼以前曾由伊文思图书公司、利亚药店和惠罗公司共同使用。惠罗公司使用一楼的大厅经营英制的高档生活用品。2004年，保定桥修建时被拆除。

## 建筑
天津惠罗公司大楼建筑面积为3200平方米，为三层钢混结构楼房，建筑外立面为水混饰面，平面为条状布局，顶部为缓坡顶并且四周出檐，檐部的中央部分作三角形折檐。建筑一层为商场，建筑二层为办公用房，外立面开有方窗并以壁柱相隔。